# Kusiyara
Kusiara o Kusiyara és una de les dues branques (la més meridional) del riu Surma o Barak al districte de Sylhet a Bangladesh. Es bifurca al poble de Bhanga prop de la frontera d'Assam i Bangladesh, i després de rebre les aigües del Langai, Juri i Manu agafa el nom de Bibiana a Bahadurpur on antigament es bifurcava l'antic curs del Barak (avui tancat); més a l'oest el Kusiara o Bibiana troba a la branca septentrional del Surma o Barak i el riu reunit agafa diferents noms locals i finalment desaigua al Meghna. És navegable tot l'any per bots de fins a 4 tones (excepte alguns moments de sequera extrema) i al temps de pluja per bots de fins a 20 tones.